# Каэди
Каэ́ди (араб. كيهيدي‎, фр. Kaédi) — город в южной части Мавритании.

## Географическое положение
Является административным центром области Горголь. Город расположен в историко-географическом регионе Чемама, на правом берегу реки Сенегал в месте впадения в неё реки Горголь. Каэди находится в 430 км к юго-востоку от Нуакшота, на высоте 15 м над уровнем моря.

## Климат
| Показатель                    | Янв. | Фев. | Март | Апр. | Май  | Июнь | Июль | Авг. | Сен. | Окт. | Нояб. | Дек. | Год  |
| ----------------------------- | ---- | ---- | ---- | ---- | ---- | ---- | ---- | ---- | ---- | ---- | ----- | ---- | ---- |
| Средний суточный максимум, °C | 32,2 | 35,0 | 36,9 | 40,0 | 41,8 | 41,2 | 37,6 | 34,5 | 35,3 | 38,6 | 36,8  | 32,4 | 36,9 |
| Средняя температура, °C       | 24,3 | 26,6 | 28,7 | 31,9 | 33,9 | 34,2 | 31,8 | 29,8 | 30,0 | 31,2 | 28,6  | 25,0 | 29,7 |
| Средний суточный минимум, °C  | 16,3 | 18,2 | 20,6 | 23,7 | 26,1 | 27,2 | 26,0 | 25,0 | 24,8 | 23,7 | 20,4  | 17,7 | 22,5 |
| Норма осадков, мм             | 1    | 1    | 0    | 0    | 1    | 18   | 73   | 105  | 78   | 14   | 1     | 0    | 292  |
| Источник: Climate-Data.org    |      |      |      |      |      |      |      |      |      |      |       |      |      |

Климат Каэди характеризуется как мягкий тропический сухой сахельский и судя по всему с сильной примесью полузасушливого варианта субэкваториального климата, находящегося будучи несколько юго-восточнее атлантического континентального бассейна реки Сенегал - приблизительно там же и располагается этногеографическая субсахарская плодородная область Чемама, средняя температура воздуха в сухой климатический период который длится с конца февраля вплоть до начала сентября составляет примерно от +37°C до +34°C, а самая максимальная температура составляет всего более +44°C (так как в конце мая минимальная температура воздуха не опускается ниже чем до +35°C), а средняя низкая температура воздуха во влажный климатический период который длится также с начала сентября по конец февраля а самая минимальная температура примерно составляет +17°C (так как в начале декабря максимальная температура воздуха не поднимается выше чем до +22°C) и несмотря на значительно независимые перепады воздушной температуры самым засушливым полугодовым периодом осадков является период с начала ноября по конец мая суммарность которого набирает всего лишь не более 11 мм, а самым увлажненным полугодовым периодом является другой период с конца мая по начало ноября суммарность которого набирает не менее чем 291 мм, ну а общее итого постоянных годовых осадков всего составляет 301 мм.

## Экономика
Это одно из немногих мест в Мавритании, благоприятных для ведения сельского хозяйства. Здесь выращиваются просо, кукуруза, батат и пр., распространены скотоводство и добыча гуммиарабика и в незначительно постоянной степени выращиванием каучука  бахчевых и тропических пищевых культур (арбузы, дыни, финики, бананы, ананас, манго, гуава, кивано и.т.д). Также Каэди — торгово-ремесленный центр южной части страны.
Вблизи города расположено месторождение фосфатов Алег-Боге-Каэди. В городе также имеется аэропорт.

## Население
По данным на 2013 год численность населения города составляла 57 726 человек. Большая часть населения — мавры (так называемые белые мавры и чёрные мавры особенно более часта вторая группа мавров, которые подавляюще-большинственны в южных областях Мавритании вплоть до Присенегальских и Прималийских регионов), южной смешанно-европеоидной расы вариации, которые составляют приблизительно 49,00% всего населения Каэди, также проживают представители народностей фульбе и сонинке, количественная численность которых также весьма сильна, так как более ранее мавританцев и берберов раньше было совсем немного, которые составляют приблизительно 44,50%, небольшая негроидная берберская народность зенага, говорящие на одном из самых южных языков берберской языковой макросемьи, которые составляют всего 5,50% населения, местные евреи, составляющие около 3,00% населения и небольшое число иностранцев, составляющее всего только 1,50% населения. Практически все жители или же чуть более 95% населения Каэди исповедуют ислам, есть также языческое, христианское и иудаистское меньшинства, до 12% негроидных народностей исповедуют традиционные верования, до 6% всех этнических меньшинств исповедуют ислам и только до 3% арабских и берберских народностей исповедуют христианство и иудаизм.
Динамика численности населения города по годам:
| 1988   | 1997   | 1998   | 2013   |
| ------ | ------ | ------ | ------ |
| 35 241 | 42 114 | 43 649 | 57 726 |